# استیو آدلارد
استیو آدلارد (انگلیسی: Steve Adlard; ۲۳ اکتبر ۱۹۵۰ – ۱۸ سپتامبر ۲۰۱۸) بازیکن فوتبال، بازیکن کریکت، و سرمربی (فوتبال) اهل بریتانیا بود.
از باشگاه‌هایی که در آن بازی کرده‌است می‌توان به باشگاه فوتبال لینکولن سیتی و باشگاه فوتبال ناتینگهام فارست اشاره کرد.